# Hymenophyllum novoguineense
Hymenophyllum novoguineense är en hinnbräkenväxtart som först beskrevs av Eduard Rosenstock, och fick sitt nu gällande namn av Kunio Iwatsuki. Hymenophyllum novoguineense ingår i släktet Hymenophyllum och familjen Hymenophyllaceae. Inga underarter finns listade.